# Lithocarpus fangii
Lithocarpus fangii är en bokväxtart som först beskrevs av Hu Hsien-Hsu och Wan Chun Cheng, och fick sitt nu gällande namn av Cheng Chiu Huang och Yong Tian Chang. Lithocarpus fangii ingår i släktet Lithocarpus och familjen bokväxter. Inga underarter finns listade.